# Ópálos község
Ópálos község (románul: Comuna Păuliș) község Arad megyében, Romániában. Központja Ópálos, beosztott falvai Kalodva, Pálosbaracka, Szabadhely.

## Népessége
A 2011-es népszámlálás adatai alapján a község népessége 4120 fő volt.